# Haematopota vexativa
Haematopota vexativa är en tvåvingeart som beskrevs av Xu 1989. Haematopota vexativa ingår i släktet Haematopota och familjen bromsar. Inga underarter finns listade i Catalogue of Life.